# Axis axis
El axis, chital o ciervo moteado (Axis axis) es una especie de mamífero artiodáctilo de la familia Cervidae. Es propia de Asia. Durante toda su vida presenta manchas blancas sobre su coloración marrón.
Ha sido introducido en numerosas partes del mundo. En algunas es considerado una especie invasora.

## Descripción
Su pelo es uniforme y áspero y de un castaño rojizo en verano y castaño grisáceo en invierno; las partes inferiores son algo más claras. Su cuello es robusto y con el pelo un poco más largo que en las otras partes del cuerpo. Solamente los machos poseen astas, que son espectaculares y muy ramificadas. Dicha cuerna la pierden todos los años al finalizar el invierno y vuelve a aparecer al año siguiente con una ramificación mayor. La cuerna renovada crece envuelta en una piel aterciopelada llamada borra o correal.
Alcanza entre 1,20 y 1,50 m de longitud, más de 20 a 30 cm de la cola, y una altura en la cruz de entre 75 a 95 cm. Su peso oscila entre los 70 y 90 kg.

## Comportamiento
Son animales gregarios que viven en grupos formados por hembras con cervatillos y algún macho joven, aunque también puede estar compuesto por algún macho adulto. Normalmente los machos viven en grupos sin hembras. Algunos machos viejos suelen ser solitarios. Durante la época de celo los machos se separan del rebaño y tratan de atraer al mayor número de hembras posible hasta formar un harén. Esta época se conoce como la berrea. Durante la berrea los machos se vuelven muy agresivos con los demás machos que intentan penetrar en su territorio y apoderarse de su harén de hembras, con lo que tienen lugar violentas luchas entre los machos. En algunos casos, algunos de los machos llegan a morir por las heridas provocadas por la cuerna del otro macho. Las hembras dan a luz, después de un periodo de gestación de entre 210 y 230 días, de una a tres crías, aunque habitualmente suelen ser dos.
Se alimenta básicamente de hierba aunque también puede comer hojas y frutos.

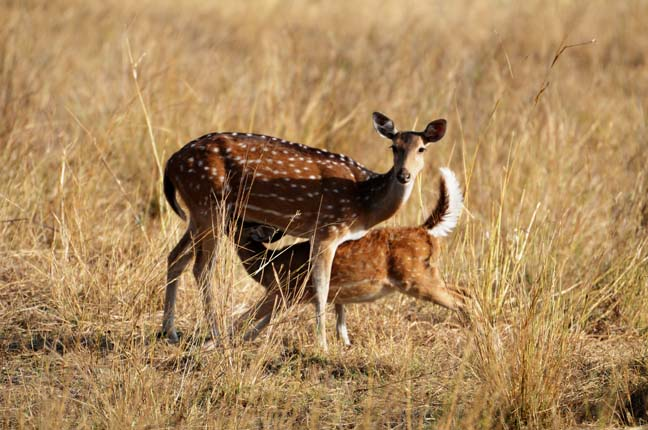
Hembra con su cría.
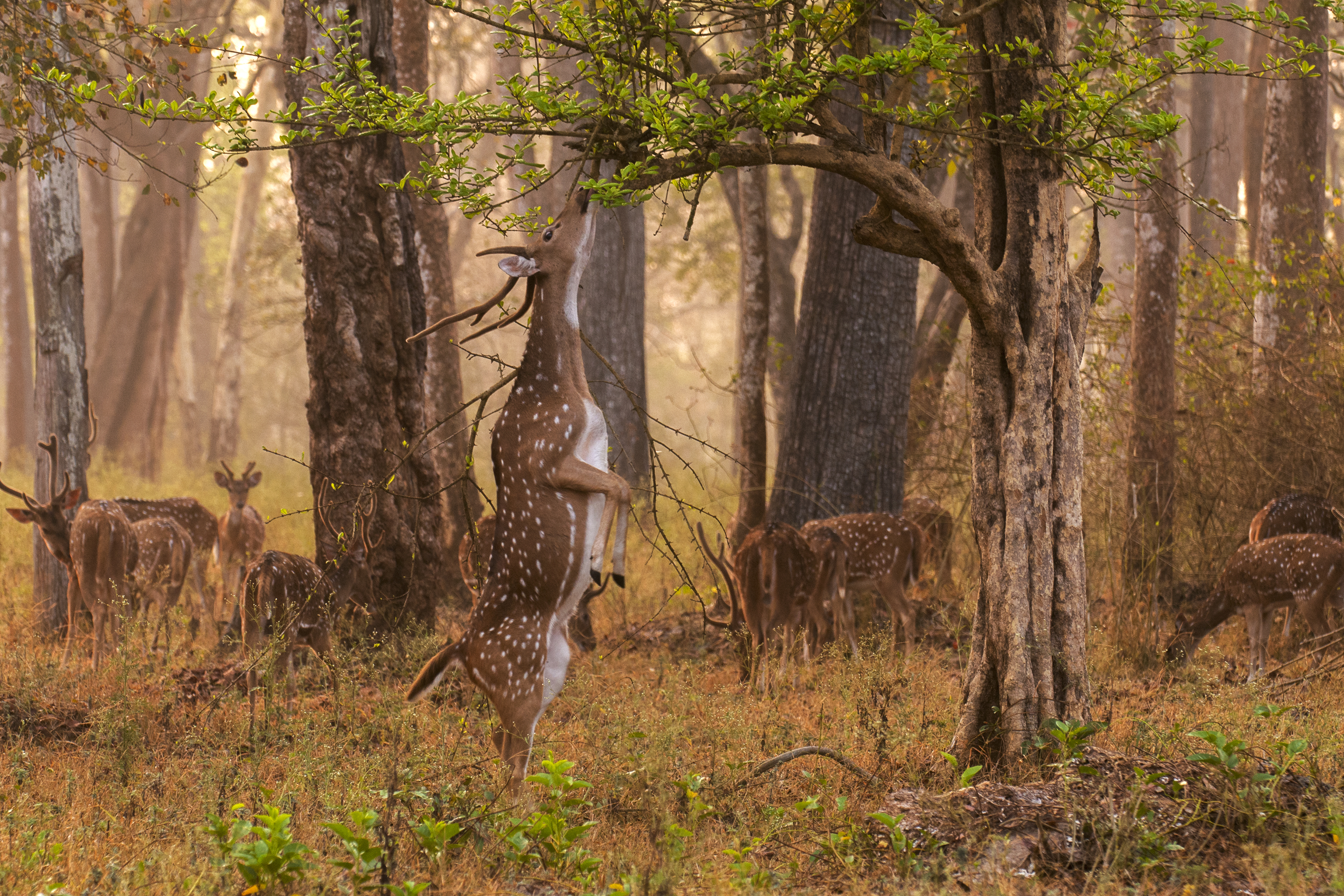
Un ciervo se alimenta en el parque nacional Rajiv Gandhi en la India.